# 松田保
松田 保（まつだ たもつ、1948年 - ）は、滋賀県近江八幡市出身のサッカー指導者。学校法人ヴォーリズ学園副学園長。

## 経歴
滋賀県立彦根東高等学校ではアメリカンフットボール部に所属。金沢大学教育学部特別体育学科にてサッカー指導者としての教育を受ける。教師として初赴任先の甲南高校では初年度からサッカー部監督に就任。その後は守山高校サッカー部、守山北高校サッカー部監督を歴任。
1982年度には守山高校を率いて全国高校選手権ベスト4進出、1994年度には守山北高校でもベスト4進出を果たす。
1993年から1995年までは小野伸二、稲本潤一ら「黄金世代」を擁したU-17日本代表監督を務め、FIFA U-17世界選手権に出場した。
2001年にS級ライセンスを取得。2003年にびわこ成蹊スポーツ大学教授およびサッカー部総監督、滋賀県サッカー協会副会長・技術委員長に就任した。
びわこ成蹊スポーツ大学監督時代には、関西学生サッカー連盟へ加盟から1部優勝まで最短優勝を果たす。
Jリーグ入りを目指して2005年に発足した滋賀FCにも準備委員会スタッフとして関わっている。
2014年4月～2018年3月大和大学教育学部教授
2018年4月から学校法人ヴォーリズ学園副学園長
現在
- 学校法人ヴォーリズ学園副学園長、ヴォーリズコーチングアカデミー所長
- 公益社団法人滋賀県サッカー協会名誉会長
- 公益財団法人日本サッカー協会将来構想委員会委員
- 公益財団法人滋賀県体育協会理事
- 関西学生サッカー連盟理事

## 指導歴
- 甲南高校：監督
- 守山高校：監督
- 守山北高校：監督
- U-15、U-16、U-17日本代表：監督 1993-1995
- びわこ成蹊スポーツ大学：総監督 2003-2014
- びわこ成蹊スポーツ大学：顧問 2014-